# Фридрих Калкбренер
Фридрих Вилхелм Михаел Калкбренер (на путу из Касела ка Берлину, 7. новембар 1784 — Ангјен ле Бен, 10. јун 1849) је био немачки пијанист и композитор.
Син је Кристијана Калкбренера који је био јеврејски музичар из Касела. Образовање је стекао у Паризу и касније почео да јавно наступа. Од 1814. до 1823. године наступа и ради као учитељ у Лондону. После се сели у Париз, где је и умро.
Није запамћен толико по својим делима колико по својој књизи студија, која је и данас популарна међу пијанистима.